# Jean-Felix Picard (astronom)
Jean-Felix Picard, francoski astronom in duhovnik, * 21. julij 1620, La Fleche, Sartha, Francija, † 12. julij 1682, Pariz.

## Življenje in delo
Picard je bil Gassendijev pomočnik. 21. avgusta 1645 sta skupaj opazovala Sončev mrk. Od leta 1655 je bil Picard profesor astronomije na Francoskem kolegiju (College de France). Član francoske Kraljeve akademije znanosti (Académie Royale des sciences) je postal že ob njeni ustanovitvi leta 1666. Od leta 1667 do 1672 je skupaj s Colbertom vodil gradnjo observatorija v Parizu. Nadziral je postavitev prvih inštrumentov v observatorij in jih leta 1671 nadvse natančno opisal z navodili za uporabo in pregled, ki veljajo še danes. Bil je prvi, ki daljnogleda ni uporabil le za navadna opazovanja, temveč za točno merjenje najmanjših kotov. Med merjenjem je uvedel viziranje z daljnogledom z nitnim križem.
Leta 1669 je dokazal, da je lomljenje svetlobe odvisno od zračnega tlaka in temperature. Na zahtevo pariške Akademije znanosti je od leta 1669 do 1670 izmeril poldnevnikov (meridianski) lok med Parizom in Amiensom z metodo triangulacije, ki jo je leta 1614 iznašel Snell van Royen. Meritve je opravljal v okolici Pariza, zato se je lahko pogosto vračal v prestolnico in se ukvarjal tudi z drugimi raziskavami. Navidezno preproste meritve so zahtevale veliko dela. Vrh zvonikov in stolpov, ki so določali njegov sestav trikotnikov, je moral postaviti merske inštrumente z lečami. Točno je izmeril razdaljo med Montdidierjem in Amiensom, ki ležita na istem poldnevniku. Nato je točno določil njuni zemljepisni širini s kvadrantom, na katerega je prvi namestil astronomski daljnogled, in na novo izmeril polmer Zemlje. Kote je odmerjal z mikrometrskim mikroskopom z gibljivo nitjo, ki ga je malo prej leta 1666 izboljšal Auzout. Picardov veliki astronomski sekstant s polmerom 3,25 m za določitev navpičnic na obeh koncih loka, ki ga je bilo treba izmeriti, bi se lahko pokvaril, če bi ga prepeljali na vozu. Zato so ga morali iz Pariza v Amiens nositi peš na nosilih. Osnovnica, dolga 11 km, je segala od Villejeuifa do Juvisyja. Izmerili so jo dvakrat z lesenimi drogi dolgimi 8 m. Droge so morali vsakokrat z ogelnikom in z navpično nitjo skrbno preveriti, ali res ležijo naravnost in vodoravno. Po njegovih merjenjih je bila velikost loka 1° 22' 55" in 1° Zemljinega poldnevnika 111,213 km (57.060 sežnjev, po sodobnih merjenjih pa 111,18 km). Tudi njegovo meritev imajo za slučajno tako točno, ker je nastala kompenzacijska napaka. Dolžine je meril z lesenimi letvami, vpliva aberacije svetlobe in astronomske nutacije pa ni upošteval, ker ju še ni poznal. Njegova meritev je bila zadnja meritev Zemlje kot krogle, ker so kmalu zatem ugotovili, da njena oblika od te odstopa, vendar je zelo pomembna, ker je kasneje služila Newtonu kot dovolj točen podatek o velikosti Zemlje, brez katerega ne bi mogel ugotoviti enakosti sil, zaradi katerih padajo telesa in zaradi katerih se giblje Luna okrog Zemlje. Picardova točnost pa je vseeno osupljiva. Napaka je samo 0,001. Leta 1756 je bil de Lacaille le trikrat uspešnejši. Njegova napaka je bila 0,0003. Leta 1669 je Picard zapisal: »Da bi primerjali izkušnje, ki smo si jih pridobili v pariškem observatoriju z izkušnjami de Braheja in zamenjali pariški poldnevnik s poldnevnikom v Uraniborgu, moramo izračunati točno razliko v zemljepisni dolžni med tema dvema poldnevnikoma. Zato je bilo treba v obeh krajih izmeriti oddaljenost Jupitrovih satelitov. Prav tako bi bilo dobro, da bi znova izmerili višino tečaja s kraja, kjer je bil Uraniborg, da bi primerjali svoje pripomočke z de Brahejevimi in videli, koliko lahko zaupamo njegovemu opazovanju. ...« De Brahejeva opazovanja, na katerih temeljijo Keplerjevi zakoni, so zbujala veliko zanimanja, saj so jih lahko primerjali z legami, ki so jih skoraj po 100 letih izmerili v Parizu. Mrki Jupitrovih satelitov pa so izjemno koristni. Ob istem času jih je mogoče videti tako v Parizu kakor na Danskem. Z njimi se lahko primerja krajevni čas obeh mest in s tem razliko njunih zemljepisnih dolžin. Da jih je Picard lahko točno opazoval, je nesel s seboj 3 daljnoglede, opremljene z Auzoutovim mikrometrskim vijakom, in opremo, s katero je izmeril poldnevnik. Na Dansko je odpotoval julija 1671. Od observatorija, ki ga je de Brahe zapustil leta 1597, so ostali samo še temelji. Vendar je Picardu uspelo ugotoviti, kje so stali inštrumenti. Na isto mesto je postavil svoje in skupaj z mladim Rømerjem izpeljal nalogo. Rømer je s svojo sposobnostjo naredil na Picarda tolikšen vtis, da ga je odpeljal s seboj v Pariz in dosegel, da je postal profesor astronomije in član Akademije znanosti.
Čeprav z današnjega pogleda Picardova meritev poldnevniškega loka sama po sebi ni bila tako točna se je s temi podatki vseeno lotil tudi merjenja paralakse Marsa. Njegova naloga ni bila prav nič enostavna. Potrebno je bilo izračunati razdaljo med Zemljo in kakim drugim planetom, ki je kar se da blizu. Mars se vsakih 15 ali 16 let približa Zemlji za priblžno 1/3 razdalje med Zemljo in Soncem. To se je ponovno zgodilo leta 1672. Zato se je njegov sodelavec Richer z astronomskimi inštrumenti in točno uro leta 1671 vkrcal na ladjo in se odpravil v Cayenne v Francoski Gvajani, ki leži le nekaj stopinj nad ekvatorjem. V tistih časih je bila to najjužnejša od vseh francoskih kolonij. Picard in Richer sta vsak na svojem mestu ob dogovorjenem času sočasno skrbno izmerila lego Marsa glede na zvezde. Richer se je nato z ladjo po 2. letih vrnil v Pariz in po nekajmesečnih analizah rezultatov sta oba astronoma razočarana ugotovila, da je bila odprava neuspešna. Razlika v legi Marsa med obema meritvama je bila premajhna, da bi jo lahko opazila, oziroma izmerila s tedanjimi inštrumenti. Razdaljo med opazovalcem in telesom je bilo treba še povečati. To je kmalu zatem storil Giovanni Cassini I., ko je izmeril paralakso Marsa ob njegovi opoziciji in s tem tudi astronomsko enoto z 12-urno zakasnitvijo. Vendar pa je bila napaka Picarda in Richerja le 0,02.
Leta 1679 je Picard ustanovil znameniti letni zbornik Connaissance des Temps z efemeridami in bil njegov urednik do svoje smrti. Napisal je prvih pet zvezkov (1679-1683).
Med vrsto odprav, ki se jih je udeležil od leta 1676 do 1681 je Picard z de La Hirom (1640-1718) narisal prvi točni zemljevid francoske obale. Ko so leta 1682 pokazali ta zemljevid Ludviku XIV., je kralj v šali potožil, da je s tem ob ne ravno zanemarljiv del svojega kraljestva.
De Mairan je poročal, da je Picard 20. marca 1673 odkril zvezdo Mintaka (δ Oriona) v Orionovi meglici M42. Kasneje jo je neodvisno leta 1684 odkril tudi Huygens.
Picard je razvil standardno metodo za merjenje rektascenzije nebesnih teles. V tej metodi si opazovalec zapiše čas v katerem telo prečka njegov poldnevnik.
Leta 1680 je Picard odkril, da Severnica med letom menja svojo lego za 40".
Njegova knjiga Merjenje Zemlje (Mesure de la Terre) je bila objavljena leta 1671 in je bila morda navdih za namišljeni lik iz Zvezdnih stez s sorodnim imenom.

## Priznanja
Po njem se imenuje udarni krater Picard na Luni.
Po njem se imeu odprava PICARD in sateli Picard – solarni observatorij v nizkem geocentričnem Zemljinem tiru po nadzorom CNES.